# Pełnia (film)
Pełnia – polski dramat psychologiczny z 1979 roku w reżyserii Andrzeja Kondratiuka, zrealizowany na podstawie autorskiego scenariusza.

## Fabuła
W wynajętym pokoju we wsi Łacha koło Serocka mieszka architekt z Warszawy pan Wojtek (Tomasz Zaliwski), którego zmęczyła pogoń za sukcesem, kontakty z najbliższym otoczeniem i udręki życia w mieście.

## Obsada
- Tomasz Zaliwski – Wojtek
- Janusz Gajos – Janek
- Józef Nowak – Mietek
- Anna Milewska – Helena, żona Mietka
- Tadeusz Fijewski – dziadek Foton
- Roman Kłosowski – Roman, partyjny towarzysz
- Iga Cembrzyńska – żona Wojtka
- Jan Świderski – Teodor, pastuch
- Anna Seniuk – Zosia, sklepowa
- Zofia Kopacz – Karinka, barmanka
- Franciszek Dzierżanowski(inne języki) – pan Franek

## Produkcja i odbiór
W filmie swoją ostatnią rolę zagrał Tadeusz Fijewski. Aktor zmarł niedługo po zakończeniu zdjęć. Premiera miała miejsce już po jego śmierci. Zdjęcia do filmu zrealizował doświadczony operator Witold Leszczyński.
Film ten jest uznawany za przełomowy w twórczości Kondratiuka, który zaczął wytwarzać własny styl oparty na przemieszaniu realizmu oraz konwencji baśniowej.